# Ольжино (Сумская область)
Ольжино (укр. Ольжине; до 2016 г. — Октябрьщина; до 2024 года — Ольгино) — село,
Ямпольский поселковый совет,
Шосткинский район,
Сумская область,
Украина.
Код КОАТУУ — 5925655105. Население по переписи 2001 года составляло 19 человек.

## Географическое положение
Село Ольгино находится на расстоянии в 1 км от села Прудище, в 3-х км — пгт Ямполь.
К селу примыкает большой лесной массив (сосна, берёза).